# Sainte-Marie-la-Robert
Sainte-Marie-la-Robert is een gemeente in het Franse departement Orne (regio Normandië) en telt 81 inwoners (2009). De plaats maakt deel uit van het arrondissement Alençon.

## Geografie
De oppervlakte van Sainte-Marie-la-Robert bedraagt 5,6 km², de bevolkingsdichtheid is dus 14,5 inwoners per km².
De onderstaande kaart toont de ligging van Sainte-Marie-la-Robert met de belangrijkste infrastructuur en aangrenzende gemeenten.

## Demografie
Onderstaande figuur toont het verloop van het inwonertal (bron: INSEE-tellingen).